# Tehama (Kalifornia)
Tehama – miasto w Stanach Zjednoczonych, w stanie Kalifornia, w hrabstwie Tehama.